# 少女探偵サミー・キーズ
『少女探偵サミー・キーズ』（しょうじょたんていサミー・キーズ、Sammy Keyes）は、ウェンデリン・V・ドラーネンによる児童向け推理小説シリーズ。主人公のサミーが、次々巻き込まれる事件を、直感と行動力、周囲の大人たちの助力などで解決するストーリーを主軸に、様々な大人たちのかかえる問題を垣間見ることになるサミーの内的成長、そしてヘザー・アコスタとのしかえし合戦などをからめて描く。第1作「サミー・キーズとホテル泥棒」でエドガー・アラン・ポー賞児童小説部門を受賞した。日本版の挿絵は丹地陽子。

## 主要登場人物
サマンサ（サミー）・キーズ
主人公、またシリーズの語り手でもある。12歳。ウィリアム・ローズ中学1年生。
サンタ・マルティーナ市で、祖母と風変わりな二人暮らしをする少女。祖母の高齢者用マンションの部屋に管理人に無断で同居しているので、自宅への出入りは非常用階段を使い、人目に十分に注意しなくてはいけないのである。自分はけしてトラブルメイカーではないと思っているが、持ち前の好奇心や責任感、行動力のために次々と難事件に巻き込まれることになる。短気を起こすことも少なくないが、落ち着いて考えてみることによって、自分が気付かぬうちに集めていた手がかりをまとめ、真相に到達することのできる推理力の持ち主。
自分を捨てたと思っている母親に関しては、ことさら皮肉屋ぶった態度をとりたがるが、それ以外は多感な感受性と優しい心根の持ち主。ただし、売られた喧嘩にはきっちり応える性格でもあり、その最大の犠牲者がヘザー。
所属するソフトボールチームでのポジションはキャッチャー。マリッサのいとこのブラントンに本人も自覚しない想いを抱いている様だが、それ以外に恋愛経験はなし。
サミーの祖母
サミーの保護者。何かとサミーのことを気にかけているが、気の静まる時はほとんどない。
ラナ・キーズ
サミーの母。映画女優になる夢のためにサミーを母(サミーの祖母)に託してハリウッドへ去った。サミーは「あの人」「レディ・ラナ」とことさら他人行儀に呼びたがる。
マリッサ・マッケンジー
サミーの親友で中学での同級生。両親がともに大変な成功者で、“同級生をみんな集めてパジャマ・パーティを開ける”ような豪邸に住むが、家庭愛はやや不足して育った。サミーを実の姉妹のように思っている。爪をかんで地団太を踏む癖があり、サミーはこれを「マッケンジー・ダンス」と呼ぶ。サミーと同じソフトボール・チームに所属、ねらったところへ思い通りのボールを投げ込める名投手でもある。
マイキーというジャンク・フード好きの弟がいる。1学年上のダニー・アーバンスキに恋心を抱いている。
マーガレット・（ドット・）ド・ブリーズ　
第2作「骸骨男」から登場、サミーたちのウィリアム・ローズ中学への転校生で、顔にほくろの多いことからあだ名が「ドット」。サミーやマリッサとはすぐになじみ、同じソフトボール・チームに所属、試合では強打者ぶりを発揮した。
ホリー・ジャンクェル
第3作「盗まれたゴブレット」から登場。孤児として育ち、養子縁組もあったが、里親の虐待を受け逃走。サンタ･マルティーナの河川敷で自作の段ボール小屋で生活していたが、サミーの口利きもあって、ペットショップに住み込みで働き、ウィリアム・ローズ中学に通い始める。
ヘザー・アコスタ
サミーと犬猿の仲の同級生。サミーの中学校入学初日に彼女をピンで刺して、文字通り「鼻っ柱をへし折」られる。以来何かとサミーに嫌がらせをたくらんでくるが、ことごとくやり返されてしまうのが、シリーズの一番の読みどころでもある。
ケイシー・アコスタ (Casey Acosta)
日本語版未登場（第5作より登場）のヘザーの兄弟。ヘザーとは正反対の性格で、サミーとも良い友人になる。サミーと実際に会う以前から彼女に好感を持っていた様子である。
ギル・ボーシュ巡査
サンタ・マルティーナ署勤務の警察官。サミーの無法な道路横断をみとがめたことがきっかけで、彼女と知り合う。「ホテル泥棒」では、サミーの忠告に耳を貸さなかったせいで出世のチャンスを逃した。以来、彼女を逆恨みして目の仇にしていたが、その直観力は認めざるを得ないことになる。
デイジー・エレイン・グレンビル
サミーと祖母のマンションの隣人。シリーズ当初、無断入居人であるサミーを管理人につきだそうと、その証拠をつかむために目を光らせていたが、やがてなぜそこまでサミーたちに厳しい態度をとったか、その動機が明らかになる。
ハドソン
一人暮らしの72歳の老人で、サミーの一番の理解者であり協力者。その知識はワニ革のブーツから金庫破りまで幅広い。謎の多い人物でもある。
- 年齢や学年は、すべて第1作「ホテル泥棒」かシリーズ初登場作の時点でのもの。

## 作品リスト
1. Sammy Keyes and the Hotel Thief (少女探偵サミー･キーズとホテル泥棒）
2. Sammy Keyes and the Skeleton Man (少女探偵サミー･キーズと骸骨男)
3. Sammy Keyes and the Sisters of Mercy (少女探偵サミー･キーズと消えたゴブレット)
4. Sammy Keyes and the Runaway Elf (少女探偵サミー･キーズと小さな逃亡者)
5. Sammy Keyes and the Curse of Moustache Mary
6. Sammy Keyes and the Hollywood Mummy
7. Sammy Keyes and the Search for Snake-Eyes
8. Sammy Keyes and the Art of Deception
9. Sammy Keyes and the Psycho Kitty Queen

- 日本語題のないものは日本語版未刊。日本語版はすべて加藤洋子訳で集英社より刊行されている。